# Harry Adams (Sportschütze)
Harry Lester Adams (* 1. Oktober 1880 in Medway; † 12. August 1968 in Oakland) war ein US-amerikanischer Sportschütze.

## Erfolge
Harry Adams nahm an den Olympischen Spielen 1912 in Stockholm in fünf Disziplinen teil. Im Dreistellungskampf mit dem Armeegewehr kam er nicht über den zwölften Platz hinaus, im Wettbewerb über 600 m in beliebiger Position wurde er ebenfalls Zwölfter. Den Einzelwettkampf mit dem Freien Gewehr im Dreistellungskampf beendete er auf dem 28. Platz, sein Ergebnis im liegenden Anschlag ist unbekannt. Eine Goldmedaille sicherte er sich schließlich im Mannschaftswettbewerb mit dem Armeegewehr. Die US-amerikanische Mannschaft, zu der neben Adams noch Cornelius Burdette, John Jackson, Allan Briggs, Carl Osburn und Warren Sprout gehörten, schloss den Wettkampf mit 1687 Punkten vor der britischen und der schwedischen Mannschaft ab und wurde somit Olympiasieger. Adams war mit 283 Punkten der zweitbeste Schütze der Mannschaft.
Adams war zum Zeitpunkt der Olympischen Spiele Sergeant der US-Kavallerie.